# دودمان جین شرقی

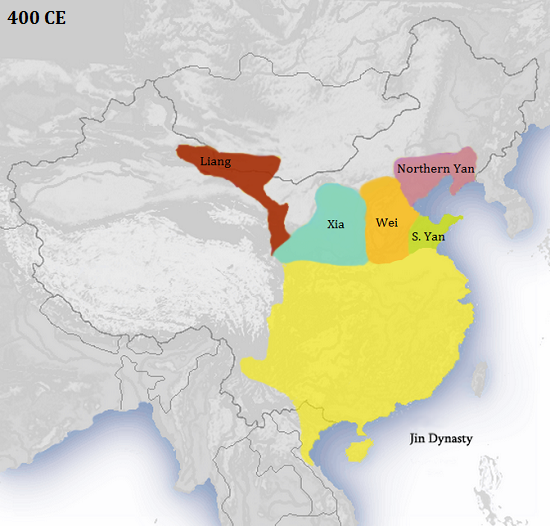
جین شرقی در ۴۰۰ میلادی

دودمان جین شرقی (به چینی: 東晉) (به انگلیسی: Eastern Jin Dynasty) ‏ (۳۱۷–۴۲۰ میلادی) سلسله ای بود که به دنبال سقوط جین غربی، توسط بازماندگان حکومت سابق تأسیس شد.

## تاریخچه
پس از سقوط دودمان جین غربی، باقی‌ماندهٔ دربار جین به شرق گریختند و دولت خود را در جیان کانگ (Jiankang) احیا کردند. آنان زیر رهبری یک عضو از خانوادهٔ سلطنتی به نام شاهزاده langye گرد آمدند. او خود را امپراتور یوآن، فرمانروای جین شرقی، نامید. (۳۱۷–۴۲۰)، زمانی که اخبار سقوط چانگان به جنوب رسید.
بحران‌های نظامی از قبیل شورش ژنرال وانگ دون و سو جون، امپراتوری جین شرقی را در طی ۱۰۴ سال حکومت خویش به ستوه درآورد. اما نبرد رودخانه فِی، تبدیل به پیروزی اصلی جین شد که پاداشی بود برای همکاری هوآن چونگ، برادر ژنرال بزرگ هوآن ون و نخست‌وزیر شی آن بود. بعدها، هوآن چوآن پسر هوآن ون تخت سلطنت را غصب کرد و نام حکومت را به چو تغییر داد. او هم توسط لیو یو سرنگون گشت؛ کسی که امپراتور آن را دوباره به مقام خویش برگرداند و بعد وی را خفه کرد و برادرش، امپراتور گانگ (gong) را در ۴۱۹ میلادی به حکومت رساند. امپراتور گانگ در سال ۴۲۰ میلادی به نفع لیو یو از سلطنت کناره‌گیری کرد و این امپراتوری به پادشاهی لیو سونگ تبدیل شد که اولین دولت جنوبی نام گرفت.
نواحی شمالی نیز که در همین زمان توسط ۱۶ پادشاهی اداره می‌شدند. بسیاری از آن‌ها به وو هو پیوستند و آخرین آنها، لیانگ شمالی، در ۴۳۹ میلادی توسط دودمان وِی شمالی تسخیر شد تا دورهٔ دولت‌های شمالی آغاز شود.